# 서경 56도
서경 56도(西經56度)는 본초 자오선에서 서쪽으로 56도 떨어진 경선이다. 북극점에서 시작하여 북극해, 북아메리카, 대서양, 남아메리카, 남극해, 남극을 거쳐 남극점에 이른다.
서경 56도는 동경 124도와 이어져 지구의 대원을 이룬다.

## 지나가는 지역
북극점에서 남극점까지 서경 56도선은 다음 지역을 지나간다.
| 좌표                                                  | 나라, 지역, 해역 | 비고 |
| ----------------------------------------------------- | ---------------- | --- |
| 북위 90° 0′ 서경 56° 0′  / 북위 90.000° 서경 56.000°  | 북극해           | |
| 북위 83° 34′ 서경 56° 0′  / 북위 83.567° 서경 56.000° | 링컨해           | |
| 북위 82° 15′ 서경 56° 0′  / 북위 82.250° 서경 56.000° | 그린란드         | 본토와 여러 섬을 통과함 |
| 북위 72° 40′ 서경 56° 0′  / 북위 72.667° 서경 56.000° | 배핀만           | |
| 북위 70° 0′ 서경 56° 0′  / 북위 70.000° 서경 56.000°  | 데이비스 해협    | |
| 북위 60° 0′ 서경 56° 0′  / 북위 60.000° 서경 56.000°  | 대서양           | 래브라도해 |
| 북위 53° 33′ 서경 56° 0′  / 북위 53.550° 서경 56.000° | 캐나다           | 뉴펀들랜드 래브라도주 — 래브라도 |
| 북위 51° 53′ 서경 56° 0′  / 북위 51.883° 서경 56.000° | 벨섬 해협        | |
| 북위 51° 35′ 서경 56° 0′  / 북위 51.583° 서경 56.000° | 캐나다           | 뉴펀들랜드 래브라도주 — 뉴펀들랜드섬의 그레이트노던반도 |
| 북위 50° 48′ 서경 56° 0′  / 북위 50.800° 서경 56.000° | 대서양           | |
| 북위 50° 0′ 서경 56° 0′  / 북위 50.000° 서경 56.000°  | 캐나다           | 뉴펀들랜드 래브라도주 — 뉴펀들랜드섬 |
| 북위 47° 30′ 서경 56° 0′  / 북위 47.500° 서경 56.000° | 포춘만           | 캐나다 뉴펀들랜드 래브라도주 브루네트섬(북위 47° 16′ 서경 55° 59′  / 북위 47.267° 서경 55.983° ) 바로 서쪽을 지나감                                          |
| 북위 46° 58′ 서경 56° 0′  / 북위 46.967° 서경 56.000° | 캐나다           | 뉴펀들랜드 래브라도주 — 뉴펀들랜드섬의 버린반도 끝자락 |
| 북위 46° 57′ 서경 56° 0′  / 북위 46.950° 서경 56.000° | 대서양           | 생피에르 미클롱 생피에르섬(북위 46° 46′ 서경 56° 10′  / 북위 46.767° 서경 56.167° ) 바로 동쪽을 지나감                                                       |
| 북위 5° 49′ 서경 56° 0′  / 북위 5.817° 서경 56.000°   | 수리남           | |
| 북위 2° 24′ 서경 56° 0′  / 북위 2.400° 서경 56.000°   | 브라질           | 파라주 |
| 북위 2° 8′ 서경 56° 0′  / 북위 2.133° 서경 56.000°    | 수리남           | |
| 북위 1° 50′ 서경 56° 0′  / 북위 1.833° 서경 56.000°   | 브라질           | 파라주 마투그로수주 — 남위 9° 29′ 서경 56° 0′  / 남위 9.483° 서경 56.000° 부터 마투그로수두술주 — 남위 17° 14′ 서경 56° 0′  / 남위 17.233° 서경 56.000° 부터 |
| 남위 22° 17′ 서경 56° 0′  / 남위 22.283° 서경 56.000° | 파라과이         | |
| 남위 27° 20′ 서경 56° 0′  / 남위 27.333° 서경 56.000° | 아르헨티나       | |
| 남위 28° 30′ 서경 56° 0′  / 남위 28.500° 서경 56.000° | 브라질           | 히우그란지두술주 |
| 남위 30° 50′ 서경 56° 0′  / 남위 30.833° 서경 56.000° | 우루과이         | 몬테비데오(남위 34° 53′ 서경 56° 9′  / 남위 34.883° 서경 56.150° ) 바로 동쪽을 지나감                                                                        |
| 남위 34° 52′ 서경 56° 0′  / 남위 34.867° 서경 56.000° | 대서양           | |
| 남위 60° 0′ 서경 56° 0′  / 남위 60.000° 서경 56.000°  | 남극해           | |
| 남위 63° 8′ 서경 56° 0′  / 남위 63.133° 서경 56.000°  | 남극             | 조앵빌섬과 던디섬 — 아르헨티나과 영국, 칠레가 모두 영유권을 주장함                                                                                           |
| 남위 63° 34′ 서경 56° 0′  / 남위 63.567° 서경 56.000° | 남극해           | 웨들해 |
| 남위 76° 16′ 서경 56° 0′  / 남위 76.267° 서경 56.000° | 남극             | 아르헨티나과 영국, 칠레가 모두 영유권을 주장하는 권역 |

## 같이 보기
- 서경 55도
- 서경 57도